# 臺灣地方行政
《臺灣地方行政》為臺灣日治時期雜誌，創刊於昭和10年，發行至昭和18年，由臺灣地方自治協會發行。此雜誌刊載有關台灣各地方的各種事務，有中央欲傳達至地方的命令或宣傳，也有地方向中央所報告的施行細節等等。